# Liste des planètes mineures non numérotées découvertes en octobre 2018
Pour un article plus général, voir Liste des planètes mineures non numérotées découvertes en 2018.
Pour un article plus général, voir Liste des planètes mineures.
Cet article dresse la liste des planètes mineures (astéroïdes, centaures, objets transneptuniens et assimilés) non numérotées découvertes en octobre 2018 dans l'ordre de leur découverte.
Au 15 janvier 2025, 661 077 des 1 434 993 planètes mineures répertoriées par le Centre des planètes mineures ne sont pas encore numérotées, soit 46,07 %.

## Rappel concernant la désignation provisoire
La désignation provisoire indique l'ordre de découverte de ces objets. En effet, cette désignation est composée de l'année de découverte (par exemple 2018) suivie de la quinzaine (demi-mois) de découverte (p.e. A = 1-15 janvier) puis de l'ordre de découverte dans cette quinzaine. Cet ordre est indiqué par une lettre et éventuellement un chiffre comme suit : A pour la première découverte, B pour la deuxième, ..., Z pour la 25e (le I n'est pas utilisé pour éviter la confusion avec 1), A1 pour la 26e, B1 pour la 27e, etc. , Z1 pour la 50e, A2 pour la 51e, B2 pour la 52e, etc. L'ordre de la numérotation ne suit donc pas l'ordre alphanumérique. 2018 AA1 suit ainsi 2018 AZ et précède 2018 AB1.

## Liste

### Du1erau 15 octobre 2018
- 2018 TA
- 2018 TB
- 2018 TC
- 2018 TD
- 2018 TF
- 2018 TH
- 2018 TJ
- 2018 TL
- 2018 TM
- 2018 TO
- 2018 TP
- 2018 TQ
- 2018 TR
- 2018 TS
- 2018 TT
- 2018 TU
- 2018 TV
- 2018 TW
- 2018 TX
- 2018 TY
- 2018 TZ
- 2018 TA1
- 2018 TB1
- 2018 TC1
- 2018 TE1
- 2018 TF1
- 2018 TG1
- 2018 TJ1
- 2018 TK1
- 2018 TL1
- 2018 TM1
- 2018 TN1
- 2018 TO1
- 2018 TP1
- 2018 TQ1
- 2018 TR1
- 2018 TS1
- 2018 TT1
- 2018 TU1
- 2018 TV1
- 2018 TW1
- 2018 TX1
- 2018 TY1
- 2018 TZ1
- 2018 TA2
- 2018 TB2
- 2018 TC2
- 2018 TD2
- 2018 TE2
- 2018 TF2
- 2018 TG2
- 2018 TH2
- 2018 TJ2
- 2018 TK2
- 2018 TL2
- 2018 TM2
- 2018 TN2
- 2018 TP2
- 2018 TQ2
- 2018 TR2
- 2018 TS2
- 2018 TT2
- 2018 TU2
- 2018 TV2
- 2018 TW2
- 2018 TX2
- 2018 TY2
- 2018 TZ2
- 2018 TA3
- 2018 TB3
- 2018 TC3
- 2018 TD3
- 2018 TE3
- 2018 TF3
- 2018 TG3
- 2018 TH3
- 2018 TJ3
- 2018 TK3
- 2018 TL3
- 2018 TM3
- 2018 TN3
- 2018 TO3
- 2018 TP3
- 2018 TQ3
- 2018 TR3
- 2018 TS3
- 2018 TT3
- 2018 TW3
- 2018 TX3
- 2018 TZ3
- 2018 TA4
- 2018 TB4
- 2018 TC4
- 2018 TD4
- 2018 TE4
- 2018 TF4
- 2018 TH4
- 2018 TJ4
- 2018 TK4
- 2018 TM4
- 2018 TN4
- 2018 TP4
- 2018 TQ4
- 2018 TR4
- 2018 TS4
- 2018 TT4
- 2018 TU4
- 2018 TV4
- 2018 TW4
- 2018 TX4
- 2018 TY4
- 2018 TZ4
- 2018 TA5
- 2018 TB5
- 2018 TC5
- 2018 TD5
- 2018 TE5
- 2018 TF5
- 2018 TG5
- 2018 TJ5
- 2018 TK5
- 2018 TL5
- 2018 TM5
- 2018 TN5
- 2018 TO5
- 2018 TP5
- 2018 TQ5
- 2018 TR5
- 2018 TS5
- 2018 TT5
- 2018 TU5
- 2018 TV5
- 2018 TW5
- 2018 TX5
- 2018 TY5
- 2018 TZ5
- 2018 TA6
- 2018 TC6
- 2018 TD6
- 2018 TE6
- 2018 TF6
- 2018 TG6
- 2018 TH6
- 2018 TJ6
- 2018 TK6
- 2018 TL6
- 2018 TM6
- 2018 TN6
- 2018 TO6
- 2018 TQ6
- 2018 TR6
- 2018 TS6
- 2018 TT6
- 2018 TU6
- 2018 TV6
- 2018 TY6
- 2018 TZ6
- 2018 TA7
- 2018 TB7
- 2018 TC7
- 2018 TE7
- 2018 TL7
- 2018 TM7
- 2018 TN7
- 2018 TP7
- 2018 TR7
- 2018 TT7
- 2018 TU7
- 2018 TV7
- 2018 TX7
- 2018 TY7
- 2018 TA8
- 2018 TD8
- 2018 TF8
- 2018 TG8
- 2018 TK8
- 2018 TM8
- 2018 TN8
- 2018 TS8
- 2018 TG9
- 2018 TM9
- 2018 TN9
- 2018 TO9
- 2018 TQ9
- 2018 TR9
- 2018 TZ9
- 2018 TD10
- 2018 TE10
- 2018 TF10
- 2018 TM10
- 2018 TN10
- 2018 TW10
- 2018 TY10
- 2018 TC11
- 2018 TE11
- 2018 TJ11
- 2018 TK11
- 2018 TM11
- 2018 TN11
- 2018 TO11
- 2018 TR11
- 2018 TB12
- 2018 TJ12
- 2018 TS12
- 2018 TT12
- 2018 TU12
- 2018 TV12
- 2018 TW12
- 2018 TZ12
- 2018 TW13
- 2018 TY13
- 2018 TZ13
- 2018 TD14
- 2018 TH14
- 2018 TJ14
- 2018 TK14
- 2018 TM14
- 2018 TN14
- 2018 TO14
- 2018 TP14
- 2018 TT14
- 2018 TU14
- 2018 TZ14
- 2018 TC15
- 2018 TF15
- 2018 TG15
- 2018 TJ15
- 2018 TK15
- 2018 TN15
- 2018 TO15
- 2018 TP15
- 2018 TQ15
- 2018 TR15
- 2018 TT15
- 2018 TU15
- 2018 TV15
- 2018 TW15
- 2018 TX15
- 2018 TA16
- 2018 TB16
- 2018 TC16
- 2018 TD16
- 2018 TE16
- 2018 TF16
- 2018 TH16
- 2018 TJ16
- 2018 TK16
- 2018 TL16
- 2018 TM16
- 2018 TN16
- 2018 TO16
- 2018 TQ16
- 2018 TR16
- 2018 TS16
- 2018 TT16
- 2018 TV16
- 2018 TX16
- 2018 TY16
- 2018 TB17
- 2018 TC17
- 2018 TD17
- 2018 TE17
- 2018 TF17
- 2018 TG17
- 2018 TH17
- 2018 TJ17
- 2018 TM17
- 2018 TN17
- 2018 TO17
- 2018 TP17
- 2018 TQ17
- 2018 TR17
- 2018 TV17
- 2018 TW17
- 2018 TX17
- 2018 TY17
- 2018 TZ17
- 2018 TB18
- 2018 TC18
- 2018 TD18
- 2018 TF18
- 2018 TH18
- 2018 TJ18
- 2018 TK18
- 2018 TM18
- 2018 TN18
- 2018 TP18
- 2018 TT18
- 2018 TU18
- 2018 TV18
- 2018 TW18
- 2018 TX18
- 2018 TZ18
- 2018 TB19
- 2018 TC19
- 2018 TD19
- 2018 TE19
- 2018 TG19
- 2018 TH19
- 2018 TJ19
- 2018 TK19
- 2018 TN19
- 2018 TP19
- 2018 TR19
- 2018 TS19
- 2018 TT19
- 2018 TU19
- 2018 TX19
- 2018 TY19
- 2018 TZ19
- 2018 TA20
- 2018 TB20
- 2018 TC20
- 2018 TD20
- 2018 TE20
- 2018 TF20
- 2018 TJ20
- 2018 TK20
- 2018 TN20
- 2018 TQ20
- 2018 TR20
- 2018 TS20
- 2018 TU20
- 2018 TX20
- 2018 TY20
- 2018 TZ20
- 2018 TA21
- 2018 TC21
- 2018 TD21
- 2018 TE21
- 2018 TF21
- 2018 TG21
- 2018 TJ21
- 2018 TK21
- 2018 TL21
- 2018 TM21
- 2018 TN21
- 2018 TP21
- 2018 TQ21
- 2018 TR21
- 2018 TT21
- 2018 TU21
- 2018 TV21
- 2018 TW21
- 2018 TY21
- 2018 TZ21
- 2018 TA22
- 2018 TB22
- 2018 TC22
- 2018 TD22
- 2018 TE22
- 2018 TF22
- 2018 TH22
- 2018 TJ22
- 2018 TK22
- 2018 TL22
- 2018 TM22
- 2018 TN22
- 2018 TO22
- 2018 TP22
- 2018 TQ22
- 2018 TR22
- 2018 TS22
- 2018 TT22
- 2018 TU22
- 2018 TV22
- 2018 TW22
- 2018 TX22
- 2018 TY22
- 2018 TZ22
- 2018 TA23
- 2018 TB23
- 2018 TC23
- 2018 TD23
- 2018 TF23
- 2018 TG23
- 2018 TH23
- 2018 TJ23
- 2018 TK23
- 2018 TL23
- 2018 TN23
- 2018 TO23
- 2018 TP23
- 2018 TR23
- 2018 TS23
- 2018 TT23
- 2018 TV23
- 2018 TW23
- 2018 TX23
- 2018 TY23
- 2018 TZ23
- 2018 TA24
- 2018 TB24
- 2018 TC24
- 2018 TE24
- 2018 TF24
- 2018 TG24
- 2018 TH24
- 2018 TJ24
- 2018 TK24
- 2018 TL24
- 2018 TM24
- 2018 TN24
- 2018 TO24
- 2018 TP24
- 2018 TR24
- 2018 TS24
- 2018 TT24
- 2018 TU24
- 2018 TV24
- 2018 TW24
- 2018 TX24
- 2018 TY24
- 2018 TZ24
- 2018 TA25
- 2018 TB25
- 2018 TK25
- 2018 TN25
- 2018 TE26
- 2018 TJ26
- 2018 TM26
- 2018 TP26
- 2018 TQ26
- 2018 TV26
- 2018 TY26
- 2018 TB27
- 2018 TD27
- 2018 TH27
- 2018 TL27
- 2018 TN27
- 2018 TP27
- 2018 TQ27
- 2018 TR27
- 2018 TS27
- 2018 TT27
- 2018 TU27
- 2018 TV27
- 2018 TW27
- 2018 TX27
- 2018 TA28
- 2018 TB28
- 2018 TC28
- 2018 TE28
- 2018 TG28
- 2018 TH28
- 2018 TJ28
- 2018 TK28
- 2018 TL28
- 2018 TM28
- 2018 TN28
- 2018 TO28
- 2018 TP28
- 2018 TQ28
- 2018 TR28
- 2018 TT28
- 2018 TU28
- 2018 TV28
- 2018 TW28
- 2018 TX28
- 2018 TY28
- 2018 TA29
- 2018 TB29
- 2018 TD29
- 2018 TJ29
- 2018 TK29
- 2018 TL29
- 2018 TO29
- 2018 TQ29
- 2018 TR29
- 2018 TU29
- 2018 TW29
- 2018 TX29
- 2018 TB30
- 2018 TC30
- 2018 TE30
- 2018 TF30
- 2018 TG30
- 2018 TH30
- 2018 TJ30
- 2018 TK30
- 2018 TM30
- 2018 TN30
- 2018 TO30
- 2018 TP30
- 2018 TQ30
- 2018 TR30
- 2018 TS30
- 2018 TT30
- 2018 TU30
- 2018 TV30
- 2018 TW30
- 2018 TY30
- 2018 TD31
- 2018 TE31
- 2018 TF31
- 2018 TH31
- 2018 TJ31
- 2018 TL31
- 2018 TO31
- 2018 TS31
- 2018 TT31
- 2018 TV31
- 2018 TW31
- 2018 TX31
- 2018 TY31
- 2018 TZ31
- 2018 TB32
- 2018 TC32
- 2018 TD32
- 2018 TE32
- 2018 TF32
- 2018 TG32
- 2018 TH32
- 2018 TK32
- 2018 TL32
- 2018 TN32
- 2018 TO32
- 2018 TP32
- 2018 TR32
- 2018 TS32
- 2018 TT32
- 2018 TU32
- 2018 TV32
- 2018 TW32
- 2018 TZ32
- 2018 TA33
- 2018 TB33
- 2018 TC33
- 2018 TE33
- 2018 TG33
- 2018 TH33
- 2018 TJ33
- 2018 TK33
- 2018 TL33
- 2018 TM33
- 2018 TO33
- 2018 TP33
- 2018 TQ33
- 2018 TS33
- 2018 TT33
- 2018 TU33
- 2018 TV33
- 2018 TW33
- 2018 TX33
- 2018 TY33
- 2018 TZ33
- 2018 TA34
- 2018 TC34
- 2018 TL34
- 2018 TN34
- 2018 TP34
- 2018 TS34
- 2018 TW34
- 2018 TY34
- 2018 TZ34
- 2018 TA35
- 2018 TB35
- 2018 TD35
- 2018 TF35
- 2018 TH35
- 2018 TJ35
- 2018 TL35
- 2018 TN35
- 2018 TO35
- 2018 TQ35
- 2018 TS35
- 2018 TT35
- 2018 TU35
- 2018 TV35
- 2018 TW35
- 2018 TX35
- 2018 TY35
- 2018 TZ35
- 2018 TA36
- 2018 TB36
- 2018 TD36
- 2018 TE36
- 2018 TP36
- 2018 TQ36
- 2018 TR36
- 2018 TT36
- 2018 TV36
- 2018 TW36
- 2018 TZ36
- 2018 TA37
- 2018 TB37
- 2018 TD37
- 2018 TE37
- 2018 TF37
- 2018 TG37
- 2018 TJ37
- 2018 TK37
- 2018 TL37
- 2018 TM37
- 2018 TN37
- 2018 TO37
- 2018 TP37
- 2018 TQ37
- 2018 TR37
- 2018 TS37
- 2018 TT37
- 2018 TU37
- 2018 TW37
- 2018 TX37
- 2018 TY37
- 2018 TA38
- 2018 TF38
- 2018 TG38
- 2018 TH38
- 2018 TL38
- 2018 TM38
- 2018 TN38
- 2018 TP38
- 2018 TQ38
- 2018 TR38
- 2018 TS38
- 2018 TT38
- 2018 TU38
- 2018 TV38
- 2018 TW38
- 2018 TX38
- 2018 TY38
- 2018 TZ38
- 2018 TB39
- 2018 TC39
- 2018 TD39
- 2018 TG39
- 2018 TH39
- 2018 TJ39
- 2018 TK39
- 2018 TL39
- 2018 TM39
- 2018 TN39
- 2018 TO39
- 2018 TP39
- 2018 TQ39
- 2018 TR39
- 2018 TS39
- 2018 TU39
- 2018 TV39
- 2018 TW39
- 2018 TZ39
- 2018 TA40
- 2018 TB40
- 2018 TD40
- 2018 TE40
- 2018 TH40
- 2018 TK40
- 2018 TL40
- 2018 TN40
- 2018 TO40
- 2018 TP40
- 2018 TQ40
- 2018 TR40
- 2018 TS40
- 2018 TU40
- 2018 TW40
- 2018 TZ40
- 2018 TB41
- 2018 TC41
- 2018 TD41
- 2018 TE41
- 2018 TF41
- 2018 TK41
- 2018 TQ41
- 2018 TR41
- 2018 TS41
- 2018 TT41
- 2018 TU41
- 2018 TV41
- 2018 TW41
- 2018 TX41
- 2018 TY41
- 2018 TA42
- 2018 TC42
- 2018 TD42
- 2018 TE42
- 2018 TG42
- 2018 TK42
- 2018 TL42
- 2018 TM42
- 2018 TO42
- 2018 TP42
- 2018 TQ42
- 2018 TR42
- 2018 TS42
- 2018 TT42
- 2018 TU42
- 2018 TV42
- 2018 TW42
- 2018 TX42
- 2018 TY42
- 2018 TZ42
- 2018 TA43
- 2018 TB43
- 2018 TC43
- 2018 TD43
- 2018 TE43
- 2018 TF43
- 2018 TG43
- 2018 TH43
- 2018 TJ43
- 2018 TL43
- 2018 TP43
- 2018 TQ43
- 2018 TR43
- 2018 TS43
- 2018 TT43
- 2018 TU43
- 2018 TW43
- 2018 TX43
- 2018 TY43
- 2018 TZ43
- 2018 TA44
- 2018 TB44
- 2018 TC44
- 2018 TF44
- 2018 TG44
- 2018 TH44
- 2018 TN44
- 2018 TO44
- 2018 TR44
- 2018 TT44
- 2018 TU44
- 2018 TW44
- 2018 TY44
- 2018 TZ44
- 2018 TA45
- 2018 TB45
- 2018 TC45
- 2018 TD45
- 2018 TE45
- 2018 TF45
- 2018 TG45
- 2018 TK45
- 2018 TM45
- 2018 TN45
- 2018 TO45
- 2018 TP45
- 2018 TQ45
- 2018 TS45
- 2018 TT45
- 2018 TU45
- 2018 TV45
- 2018 TW45
- 2018 TX45
- 2018 TY45
- 2018 TZ45
- 2018 TA46
- 2018 TB46
- 2018 TC46
- 2018 TE46
- 2018 TF46
- 2018 TG46
- 2018 TH46
- 2018 TJ46
- 2018 TK46
- 2018 TM46
- 2018 TN46
- 2018 TO46
- 2018 TP46
- 2018 TQ46
- 2018 TR46
- 2018 TS46
- 2018 TT46
- 2018 TU46
- 2018 TV46
- 2018 TW46
- 2018 TX46
- 2018 TY46
- 2018 TZ46
- 2018 TA47
- 2018 TB47
- 2018 TC47
- 2018 TD47
- 2018 TE47
- 2018 TF47
- 2018 TH47
- 2018 TJ47
- 2018 TL47
- 2018 TM47
- 2018 TN47
- 2018 TO47
- 2018 TP47
- 2018 TQ47
- 2018 TR47
- 2018 TS47
- 2018 TT47
- 2018 TV47
- 2018 TW47
- 2018 TZ47
- 2018 TC48
- 2018 TD48
- 2018 TE48
- 2018 TF48
- 2018 TH48
- 2018 TJ48
- 2018 TM48
- 2018 TN48
- 2018 TP48
- 2018 TQ48
- 2018 TR48
- 2018 TS48
- 2018 TT48
- 2018 TU48
- 2018 TV48
- 2018 TY48
- 2018 TA49
- 2018 TC49
- 2018 TD49
- 2018 TE49
- 2018 TF49
- 2018 TG49
- 2018 TH49
- 2018 TJ49
- 2018 TK49
- 2018 TL49
- 2018 TM49
- 2018 TN49
- 2018 TO49
- 2018 TP49
- 2018 TT49
- 2018 TU49
- 2018 TV49
- 2018 TW49
- 2018 TX49
- 2018 TY49
- 2018 TZ49
- 2018 TA50
- 2018 TB50
- 2018 TC50
- 2018 TE50
- 2018 TF50
- 2018 TG50
- 2018 TH50
- 2018 TJ50
- 2018 TK50
- 2018 TL50
- 2018 TN50
- 2018 TO50
- 2018 TP50
- 2018 TQ50
- 2018 TR50
- 2018 TS50
- 2018 TT50
- 2018 TU50
- 2018 TV50
- 2018 TW50
- 2018 TX50
- 2018 TY50
- 2018 TZ50
- 2018 TA51
- 2018 TB51
- 2018 TC51
- 2018 TD51
- 2018 TE51
- 2018 TF51
- 2018 TG51
- 2018 TH51
- 2018 TJ51
- 2018 TK51
- 2018 TL51
- 2018 TM51
- 2018 TN51
- 2018 TO51
- 2018 TP51
- 2018 TQ51
- 2018 TR51
- 2018 TS51
- 2018 TT51
- 2018 TU51
- 2018 TV51
- 2018 TW51
- 2018 TX51
- 2018 TY51
- 2018 TZ51
- 2018 TA52
- 2018 TB52
- 2018 TC52
- 2018 TD52
- 2018 TE52
- 2018 TF52
- 2018 TG52
- 2018 TH52
- 2018 TJ52
- 2018 TK52
- 2018 TL52
- 2018 TM52
- 2018 TN52
- 2018 TO52
- 2018 TP52
- 2018 TQ52
- 2018 TR52
- 2018 TT52
- 2018 TU52
- 2018 TV52
- 2018 TW52
- 2018 TX52
- 2018 TY52
- 2018 TA53
- 2018 TB53
- 2018 TC53
- 2018 TD53
- 2018 TE53
- 2018 TF53
- 2018 TG53
- 2018 TH53
- 2018 TJ53
- 2018 TK53
- 2018 TM53
- 2018 TN53
- 2018 TO53
- 2018 TP53
- 2018 TQ53
- 2018 TR53
- 2018 TS53
- 2018 TT53
- 2018 TU53
- 2018 TV53
- 2018 TW53
- 2018 TX53
- 2018 TZ53
- 2018 TA54
- 2018 TB54
- 2018 TC54
- 2018 TD54
- 2018 TE54
- 2018 TF54
- 2018 TG54
- 2018 TH54
- 2018 TJ54
- 2018 TK54
- 2018 TL54
- 2018 TM54
- 2018 TN54
- 2018 TO54
- 2018 TP54
- 2018 TQ54
- 2018 TS54
- 2018 TT54
- 2018 TU54
- 2018 TV54
- 2018 TW54
- 2018 TX54
- 2018 TY54
- 2018 TZ54
- 2018 TA55
- 2018 TB55
- 2018 TC55
- 2018 TD55
- 2018 TE55
- 2018 TF55
- 2018 TG55
- 2018 TH55
- 2018 TJ55
- 2018 TK55
- 2018 TL55
- 2018 TM55
- 2018 TN55
- 2018 TO55
- 2018 TP55
- 2018 TQ55
- 2018 TR55
- 2018 TS55
- 2018 TU55
- 2018 TV55
- 2018 TW55
- 2018 TY55
- 2018 TZ55
- 2018 TA56
- 2018 TB56
- 2018 TC56
- 2018 TD56
- 2018 TE56
- 2018 TF56
- 2018 TG56
- 2018 TH56
- 2018 TJ56
- 2018 TK56
- 2018 TL56
- 2018 TM56
- 2018 TN56
- 2018 TO56
- 2018 TP56
- 2018 TS56
- 2018 TT56
- 2018 TU56
- 2018 TV56
- 2018 TW56
- 2018 TX56
- 2018 TY56
- 2018 TZ56
- 2018 TB57
- 2018 TC57
- 2018 TD57
- 2018 TE57
- 2018 TF57
- 2018 TG57
- 2018 TJ57
- 2018 TK57
- 2018 TL57
- 2018 TM57
- 2018 TN57
- 2018 TO57
- 2018 TP57
- 2018 TQ57
- 2018 TR57
- 2018 TS57
- 2018 TT57
- 2018 TU57
- 2018 TV57
- 2018 TW57
- 2018 TX57
- 2018 TY57
- 2018 TZ57
- 2018 TA58
- 2018 TB58
- 2018 TC58
- 2018 TD58
- 2018 TE58
- 2018 TF58
- 2018 TG58
- 2018 TH58
- 2018 TJ58
- 2018 TK58
- 2018 TL58
- 2018 TM58
- 2018 TN58
- 2018 TO58
- 2018 TQ58
- 2018 TR58
- 2018 TS58
- 2018 TT58
- 2018 TU58
- 2018 TV58
- 2018 TY58
- 2018 TZ58
- 2018 TA59
- 2018 TB59
- 2018 TC59
- 2018 TD59
- 2018 TE59
- 2018 TF59
- 2018 TG59
- 2018 TH59
- 2018 TJ59
- 2018 TK59
- 2018 TL59
- 2018 TN59
- 2018 TO59
- 2018 TP59
- 2018 TQ59
- 2018 TR59
- 2018 TS59
- 2018 TT59
- 2018 TU59
- 2018 TV59
- 2018 TX59
- 2018 TY59
- 2018 TZ59
- 2018 TA60
- 2018 TB60
- 2018 TC60
- 2018 TD60
- 2018 TE60
- 2018 TF60
- 2018 TG60
- 2018 TJ60
- 2018 TK60
- 2018 TL60
- 2018 TM60
- 2018 TN60
- 2018 TO60
- 2018 TP60
- 2018 TQ60
- 2018 TR60
- 2018 TS60
- 2018 TT60
- 2018 TU60
- 2018 TV60
- 2018 TW60
- 2018 TX60
- 2018 TY60
- 2018 TZ60
- 2018 TA61
- 2018 TB61
- 2018 TC61
- 2018 TD61
- 2018 TE61
- 2018 TF61
- 2018 TG61
- 2018 TH61
- 2018 TJ61
- 2018 TK61
- 2018 TL61
- 2018 TM61
- 2018 TO61
- 2018 TP61
- 2018 TQ61
- 2018 TR61
- 2018 TS61
- 2018 TT61
- 2018 TU61
- 2018 TV61
- 2018 TW61
- 2018 TX61
- 2018 TY61
- 2018 TZ61
- 2018 TA62
- 2018 TB62
- 2018 TC62
- 2018 TD62
- 2018 TE62
- 2018 TF62
- 2018 TG62
- 2018 TJ62
- 2018 TK62
- 2018 TL62
- 2018 TM62
- 2018 TN62
- 2018 TO62
- 2018 TP62
- 2018 TQ62
- 2018 TR62
- 2018 TS62
- 2018 TT62
- 2018 TU62
- 2018 TV62
- 2018 TW62
- 2018 TX62
- 2018 TY62
- 2018 TZ62
- 2018 TA63
- 2018 TB63
- 2018 TC63
- 2018 TD63
- 2018 TE63
- 2018 TF63
- 2018 TG63
- 2018 TH63
- 2018 TJ63
- 2018 TK63
- 2018 TL63
- 2018 TM63
- 2018 TN63
- 2018 TO63
- 2018 TP63
- 2018 TQ63
- 2018 TR63
- 2018 TS63
- 2018 TT63
- 2018 TU63
- 2018 TV63
- 2018 TW63
- 2018 TX63
- 2018 TY63
- 2018 TZ63
- 2018 TA64
- 2018 TB64
- 2018 TD64
- 2018 TE64
- 2018 TF64
- 2018 TG64
- 2018 TH64
- 2018 TJ64
- 2018 TK64
- 2018 TL64
- 2018 TM64
- 2018 TN64
- 2018 TP64
- 2018 TQ64
- 2018 TR64
- 2018 TS64
- 2018 TT64
- 2018 TU64
- 2018 TV64
- 2018 TW64
- 2018 TY64
- 2018 TZ64
- 2018 TA65
- 2018 TB65
- 2018 TD65
- 2018 TF65
- 2018 TG65
- 2018 TH65
- 2018 TJ65
- 2018 TK65
- 2018 TL65
- 2018 TM65
- 2018 TN65
- 2018 TO65
- 2018 TP65
- 2018 TQ65
- 2018 TR65
- 2018 TS65
- 2018 TT65
- 2018 TU65
- 2018 TV65
- 2018 TW65
- 2018 TY65
- 2018 TZ65
- 2018 TA66
- 2018 TB66
- 2018 TC66
- 2018 TD66
- 2018 TE66
- 2018 TF66
- 2018 TH66
- 2018 TJ66
- 2018 TK66
- 2018 TL66
- 2018 TM66
- 2018 TN66
- 2018 TO66
- 2018 TP66
- 2018 TQ66
- 2018 TR66
- 2018 TT66
- 2018 TU66
- 2018 TV66
- 2018 TW66
- 2018 TX66
- 2018 TY66
- 2018 TZ66
- 2018 TA67
- 2018 TB67
- 2018 TC67
- 2018 TD67
- 2018 TE67
- 2018 TF67
- 2018 TG67
- 2018 TH67
- 2018 TJ67
- 2018 TK67
- 2018 TL67
- 2018 TM67
- 2018 TN67
- 2018 TP67
- 2018 TQ67
- 2018 TR67
- 2018 TS67
- 2018 TU67
- 2018 TV67
- 2018 TW67
- 2018 TX67
- 2018 TZ67
- 2018 TA68
- 2018 TB68
- 2018 TC68
- 2018 TD68
- 2018 TE68
- 2018 TG68
- 2018 TH68
- 2018 TJ68
- 2018 TK68
- 2018 TM68
- 2018 TN68
- 2018 TO68
- 2018 TP68
- 2018 TQ68
- 2018 TR68
- 2018 TS68
- 2018 TT68
- 2018 TU68
- 2018 TV68
- 2018 TW68
- 2018 TX68
- 2018 TY68
- 2018 TZ68
- 2018 TA69
- 2018 TB69
- 2018 TC69
- 2018 TD69
- 2018 TE69
- 2018 TG69
- 2018 TH69
- 2018 TJ69
- 2018 TK69
- 2018 TL69
- 2018 TM69
- 2018 TN69
- 2018 TO69
- 2018 TP69
- 2018 TQ69
- 2018 TR69
- 2018 TS69
- 2018 TT69
- 2018 TU69
- 2018 TV69
- 2018 TX69
- 2018 TY69
- 2018 TZ69
- 2018 TA70
- 2018 TD70
- 2018 TE70
- 2018 TF70
- 2018 TG70
- 2018 TH70
- 2018 TJ70
- 2018 TK70
- 2018 TM70
- 2018 TN70
- 2018 TO70
- 2018 TP70
- 2018 TQ70
- 2018 TR70
- 2018 TS70
- 2018 TT70
- 2018 TU70
- 2018 TV70
- 2018 TX70
- 2018 TY70
- 2018 TZ70
- 2018 TA71
- 2018 TB71
- 2018 TC71
- 2018 TD71
- 2018 TE71
- 2018 TF71
- 2018 TG71
- 2018 TH71
- 2018 TM71
- 2018 TO71
- 2018 TP71
- 2018 TR71
- 2018 TS71
- 2018 TT71
- 2018 TU71
- 2018 TV71
- 2018 TW71
- 2018 TX71
- 2018 TY71
- 2018 TZ71
- 2018 TA72
- 2018 TB72
- 2018 TC72
- 2018 TD72
- 2018 TF72
- 2018 TG72
- 2018 TH72
- 2018 TJ72
- 2018 TK72
- 2018 TL72
- 2018 TM72
- 2018 TO72
- 2018 TP72
- 2018 TQ72
- 2018 TR72
- 2018 TS72
- 2018 TT72
- 2018 TU72
- 2018 TV72
- 2018 TW72
- 2018 TY72
- 2018 TZ72
- 2018 TA73
- 2018 TB73
- 2018 TC73
- 2018 TD73
- 2018 TE73
- 2018 TF73
- 2018 TH73
- 2018 TJ73
- 2018 TL73
- 2018 TM73
- 2018 TN73
- 2018 TO73
- 2018 TP73
- 2018 TQ73
- 2018 TR73
- 2018 TS73
- 2018 TT73
- 2018 TU73
- 2018 TX73
- 2018 TY73
- 2018 TZ73
- 2018 TA74
- 2018 TB74
- 2018 TC74
- 2018 TD74
- 2018 TE74
- 2018 TF74
- 2018 TG74
- 2018 TJ74
- 2018 TL74
- 2018 TM74
- 2018 TO74
- 2018 TP74
- 2018 TQ74
- 2018 TR74
- 2018 TS74
- 2018 TT74
- 2018 TU74
- 2018 TV74
- 2018 TW74
- 2018 TX74
- 2018 TY74
- 2018 TZ74
- 2018 TA75
- 2018 TB75
- 2018 TC75
- 2018 TD75
- 2018 TE75
- 2018 TF75
- 2018 TG75
- 2018 TH75
- 2018 TJ75
- 2018 TK75
- 2018 TL75
- 2018 TM75
- 2018 TN75
- 2018 TP75
- 2018 TQ75
- 2018 TR75
- 2018 TS75
- 2018 TT75
- 2018 TU75
- 2018 TV75
- 2018 TW75
- 2018 TX75
- 2018 TY75
- 2018 TZ75
- 2018 TA76
- 2018 TB76
- 2018 TC76
- 2018 TD76
- 2018 TE76
- 2018 TF76
- 2018 TG76
- 2018 TH76
- 2018 TJ76
- 2018 TK76
- 2018 TL76
- 2018 TM76
- 2018 TN76
- 2018 TO76
- 2018 TP76
- 2018 TQ76
- 2018 TR76
- 2018 TT76
- 2018 TU76
- 2018 TV76
- 2018 TW76
- 2018 TY76
- 2018 TZ76
- 2018 TA77
- 2018 TC77
- 2018 TD77
- 2018 TE77
- 2018 TF77
- 2018 TG77
- 2018 TH77
- 2018 TJ77
- 2018 TK77
- 2018 TL77
- 2018 TM77
- 2018 TN77
- 2018 TO77
- 2018 TP77
- 2018 TQ77
- 2018 TS77
- 2018 TU77
- 2018 TV77
- 2018 TW77
- 2018 TX77
- 2018 TY77
- 2018 TA78
- 2018 TB78
- 2018 TC78
- 2018 TD78
- 2018 TG78
- 2018 TH78
- 2018 TJ78
- 2018 TK78
- 2018 TL78
- 2018 TM78
- 2018 TN78
- 2018 TO78
- 2018 TP78
- 2018 TQ78
- 2018 TR78
- 2018 TS78
- 2018 TT78
- 2018 TU78
- 2018 TV78
- 2018 TW78
- 2018 TX78
- 2018 TY78
- 2018 TZ78
- 2018 TA79
- 2018 TB79
- 2018 TC79
- 2018 TD79
- 2018 TE79
- 2018 TF79
- 2018 TG79
- 2018 TH79
- 2018 TJ79
- 2018 TK79
- 2018 TL79
- 2018 TM79
- 2018 TN79
- 2018 TO79
- 2018 TP79
- 2018 TQ79
- 2018 TR79
- 2018 TS79
- 2018 TT79
- 2018 TU79
- 2018 TV79
- 2018 TW79
- 2018 TX79
- 2018 TY79
- 2018 TZ79
- 2018 TA80
- 2018 TB80
- 2018 TC80
- 2018 TD80
- 2018 TE80
- 2018 TF80
- 2018 TG80
- 2018 TH80
- 2018 TJ80
- 2018 TK80
- 2018 TL80
- 2018 TM80
- 2018 TN80
- 2018 TO80
- 2018 TP80
- 2018 TQ80
- 2018 TR80
- 2018 TS80
- 2018 TT80
- 2018 TU80
- 2018 TV80
- 2018 TW80
- 2018 TX80
- 2018 TY80
- 2018 TZ80
- 2018 TA81
- 2018 TB81
- 2018 TC81
- 2018 TD81
- 2018 TE81
- 2018 TF81
- 2018 TH81
- 2018 TJ81
- 2018 TK81
- 2018 TL81
- 2018 TM81
- 2018 TN81
- 2018 TO81
- 2018 TP81
- 2018 TQ81
- 2018 TR81
- 2018 TS81
- 2018 TT81
- 2018 TV81
- 2018 TW81
- 2018 TX81
- 2018 TZ81
- 2018 TA82
- 2018 TC82
- 2018 TD82
- 2018 TE82
- 2018 TF82
- 2018 TG82
- 2018 TJ82
- 2018 TK82
- 2018 TL82
- 2018 TM82
- 2018 TN82
- 2018 TO82
- 2018 TP82
- 2018 TQ82
- 2018 TR82
- 2018 TS82
- 2018 TT82
- 2018 TU82
- 2018 TV82
- 2018 TW82
- 2018 TX82
- 2018 TY82
- 2018 TZ82
- 2018 TA83
- 2018 TB83
- 2018 TC83
- 2018 TD83
- 2018 TE83
- 2018 TF83
- 2018 TG83
- 2018 TH83
- 2018 TJ83
- 2018 TK83
- 2018 TL83
- 2018 TM83
- 2018 TN83
- 2018 TO83
- 2018 TP83
- 2018 TQ83
- 2018 TR83
- 2018 TT83
- 2018 TU83
- 2018 TW83
- 2018 TX83
- 2018 TY83
- 2018 TZ83
- 2018 TB84
- 2018 TC84
- 2018 TD84
- 2018 TE84
- 2018 TF84
- 2018 TG84
- 2018 TH84
- 2018 TJ84
- 2018 TK84
- 2018 TL84
- 2018 TM84
- 2018 TN84
- 2018 TO84
- 2018 TP84
- 2018 TQ84
- 2018 TR84
- 2018 TS84
- 2018 TT84
- 2018 TU84
- 2018 TV84
- 2018 TW84
- 2018 TX84
- 2018 TY84
- 2018 TZ84
- 2018 TA85
- 2018 TB85
- 2018 TC85
- 2018 TD85
- 2018 TE85
- 2018 TF85
- 2018 TG85
- 2018 TH85
- 2018 TJ85

### Du 16 au 31 octobre 2018
- 2018 UA
- 2018 UB
- 2018 UC
- 2018 UE
- 2018 UF
- 2018 UG
- 2018 UH
- 2018 UJ
- 2018 UK
- 2018 UL
- 2018 UM
- 2018 UN
- 2018 UO
- 2018 UP
- 2018 UQ
- 2018 UR
- 2018 UT
- 2018 UU
- 2018 UV
- 2018 UW
- 2018 UX
- 2018 UZ
- 2018 UA1
- 2018 UB1
- 2018 UC1
- 2018 UD1
- 2018 UE1
- 2018 UF1
- 2018 UG1
- 2018 UH1
- 2018 UJ1
- 2018 UK1
- 2018 UL1
- 2018 UM1
- 2018 UN1
- 2018 UO1
- 2018 UP1
- 2018 UQ1
- 2018 UR1
- 2018 US1
- 2018 UT1
- 2018 UU1
- 2018 UV1
- 2018 UW1
- 2018 UX1
- 2018 UY1
- 2018 UZ1
- 2018 UA2
- 2018 UC2
- 2018 UD2
- 2018 UF2
- 2018 UG2
- 2018 UH2
- 2018 UJ2
- 2018 UK2
- 2018 UL2
- 2018 UM2
- 2018 UP2
- 2018 UQ2
- 2018 UR2
- 2018 US2
- 2018 UT2
- 2018 UW2
- 2018 UY2
- 2018 UA3
- 2018 UB3
- 2018 UC3
- 2018 UD3
- 2018 UE3
- 2018 UG3
- 2018 UH3
- 2018 UP3
- 2018 UQ3
- 2018 UR3
- 2018 UX3
- 2018 UG4
- 2018 UJ4
- 2018 UB5
- 2018 UC5
- 2018 UF5
- 2018 UG5
- 2018 UL5
- 2018 UM5
- 2018 UP5
- 2018 US5
- 2018 UT5
- 2018 UZ5
- 2018 UB6
- 2018 UL6
- 2018 UN6
- 2018 UZ6
- 2018 UA7
- 2018 UC7
- 2018 UD7
- 2018 UO7
- 2018 UP7
- 2018 UQ7
- 2018 UR7
- 2018 UU7
- 2018 UY7
- 2018 UZ7
- 2018 UG8
- 2018 UN8
- 2018 UO8
- 2018 UU8
- 2018 UV8
- 2018 UY8
- 2018 UZ8
- 2018 UA9
- 2018 UB9
- 2018 UD9
- 2018 UH9
- 2018 UJ9
- 2018 UK9
- 2018 UL9
- 2018 UN9
- 2018 UP9
- 2018 US9
- 2018 UT9
- 2018 UV9
- 2018 UW9
- 2018 UF10
- 2018 UK10
- 2018 UO10
- 2018 UY10
- 2018 UC11
- 2018 UH11
- 2018 UJ11
- 2018 UN11
- 2018 UP11
- 2018 US11
- 2018 UT11
- 2018 UU11
- 2018 UV11
- 2018 UW11
- 2018 UY11
- 2018 UF12
- 2018 UJ12
- 2018 UQ12
- 2018 UR12
- 2018 US12
- 2018 UT12
- 2018 UV12
- 2018 UZ12
- 2018 UH13
- 2018 UN14
- 2018 UP14
- 2018 US14
- 2018 UX14
- 2018 UA15
- 2018 UK15
- 2018 UO15
- 2018 UW15
- 2018 UX15
- 2018 UA16
- 2018 UH16
- 2018 UL16
- 2018 UM16
- 2018 UT16
- 2018 UX16
- 2018 UD17
- 2018 UF17
- 2018 UJ17
- 2018 UL17
- 2018 UN17
- 2018 UW17
- 2018 UA18
- 2018 UB18
- 2018 UD18
- 2018 UH18
- 2018 UR18
- 2018 US18
- 2018 UX18
- 2018 UZ18
- 2018 UA19
- 2018 UD19
- 2018 UG19
- 2018 UH19
- 2018 UL19
- 2018 UM19
- 2018 UN19
- 2018 UO19
- 2018 UP19
- 2018 UR19
- 2018 US19
- 2018 UU19
- 2018 UV19
- 2018 UW19
- 2018 UX19
- 2018 UY19
- 2018 UZ19
- 2018 UA20
- 2018 UB20
- 2018 UC20
- 2018 UD20
- 2018 UE20
- 2018 UF20
- 2018 UH20
- 2018 UJ20
- 2018 UK20
- 2018 UM20
- 2018 UN20
- 2018 UO20
- 2018 UP20
- 2018 UQ20
- 2018 UR20
- 2018 US20
- 2018 UU20
- 2018 UW20
- 2018 UY20
- 2018 UZ20
- 2018 UC21
- 2018 UD21
- 2018 UE21
- 2018 UH21
- 2018 UJ21
- 2018 UK21
- 2018 UL21
- 2018 UM21
- 2018 UN21
- 2018 UP21
- 2018 UQ21
- 2018 UR21
- 2018 US21
- 2018 UU21
- 2018 UV21
- 2018 UW21
- 2018 UX21
- 2018 UY21
- 2018 UB22
- 2018 UC22
- 2018 UD22
- 2018 UE22
- 2018 UF22
- 2018 UG22
- 2018 UH22
- 2018 UJ22
- 2018 UL22
- 2018 UM22
- 2018 UN22
- 2018 UO22
- 2018 UP22
- 2018 UQ22
- 2018 UR22
- 2018 UT22
- 2018 UU22
- 2018 UX22
- 2018 UY22
- 2018 UA23
- 2018 UB23
- 2018 UC23
- 2018 UD23
- 2018 UF23
- 2018 UH23
- 2018 UJ23
- 2018 UL23
- 2018 UM23
- 2018 UN23
- 2018 UO23
- 2018 UP23
- 2018 UQ23
- 2018 UR23
- 2018 US23
- 2018 UT23
- 2018 UV23
- 2018 UW23
- 2018 UX23
- 2018 UZ23
- 2018 UA24
- 2018 UB24
- 2018 UD24
- 2018 UF24
- 2018 UG24
- 2018 UH24
- 2018 UK24
- 2018 UM24
- 2018 UN24
- 2018 UO24
- 2018 UP24
- 2018 UQ24
- 2018 UR24
- 2018 US24
- 2018 UT24
- 2018 UU24
- 2018 UV24
- 2018 UW24
- 2018 UZ24
- 2018 UA25
- 2018 UB25
- 2018 UD25
- 2018 UE25
- 2018 UF25
- 2018 UH25
- 2018 UK25
- 2018 UL25
- 2018 UM25
- 2018 UO25
- 2018 UP25
- 2018 UR25
- 2018 US25
- 2018 UT25
- 2018 UU25
- 2018 UV25
- 2018 UW25
- 2018 UX25
- 2018 UZ25
- 2018 UA26
- 2018 UB26
- 2018 UC26
- 2018 UE26
- 2018 UU26
- 2018 UX26
- 2018 UZ26
- 2018 UC27
- 2018 UD27
- 2018 UJ27
- 2018 UL27
- 2018 UM27
- 2018 UN27
- 2018 UP27
- 2018 US27
- 2018 UX27
- 2018 UY27
- 2018 UZ27
- 2018 UA28
- 2018 UC28
- 2018 UD28
- 2018 UE28
- 2018 UF28
- 2018 UG28
- 2018 UJ28
- 2018 UK28
- 2018 UL28
- 2018 UM28
- 2018 UV28
- 2018 UW28
- 2018 UX28
- 2018 UA29
- 2018 UB29
- 2018 UC29
- 2018 UD29
- 2018 UE29
- 2018 UF29
- 2018 UG29
- 2018 UH29
- 2018 UJ29
- 2018 UK29
- 2018 UL29
- 2018 UM29
- 2018 UN29
- 2018 UO29
- 2018 UP29
- 2018 UQ29
- 2018 US29
- 2018 UT29
- 2018 UV29
- 2018 UW29
- 2018 UA30
- 2018 UB30
- 2018 UC30
- 2018 UD30
- 2018 UE30
- 2018 UF30
- 2018 UG30
- 2018 UL30
- 2018 UM30
- 2018 UN30
- 2018 UO30
- 2018 UP30
- 2018 UQ30
- 2018 UR30
- 2018 US30
- 2018 UT30
- 2018 UU30
- 2018 UV30
- 2018 UW30
- 2018 UX30
- 2018 UY30
- 2018 UZ30
- 2018 UA31
- 2018 UB31
- 2018 UC31
- 2018 UD31
- 2018 UE31
- 2018 UF31
- 2018 UG31
- 2018 UH31
- 2018 UJ31
- 2018 UK31
- 2018 UL31
- 2018 UM31
- 2018 UN31
- 2018 UO31
- 2018 UP31
- 2018 UQ31
- 2018 UR31
- 2018 US31
- 2018 UT31
- 2018 UU31
- 2018 UV31
- 2018 UW31
- 2018 UX31
- 2018 UY31
- 2018 UZ31
- 2018 UA32
- 2018 UB32
- 2018 UC32
- 2018 UD32
- 2018 UE32
- 2018 UF32
- 2018 UG32
- 2018 UH32
- 2018 UJ32
- 2018 UK32
- 2018 UL32
- 2018 UN32
- 2018 UO32
- 2018 UP32
- 2018 UQ32
- 2018 UR32
- 2018 US32
- 2018 UT32
- 2018 UU32
- 2018 UV32
- 2018 UW32
- 2018 UX32
- 2018 UY32
- 2018 UZ32
- 2018 UB33
- 2018 UC33
- 2018 UD33
- 2018 UG33
- 2018 UH33
- 2018 UJ33
- 2018 UK33
- 2018 UL33
- 2018 UM33
- 2018 UN33
- 2018 UO33
- 2018 UP33
- 2018 UQ33
- 2018 UR33
- 2018 UT33
- 2018 UV33
- 2018 UY33
- 2018 UB34
- 2018 UG34
- 2018 UH34
- 2018 UJ34
- 2018 UK34
- 2018 UL34
- 2018 UM34
- 2018 UN34
- 2018 UR34
- 2018 UT34
- 2018 UU34
- 2018 UV34
- 2018 UW34
- 2018 UX34
- 2018 UY34
- 2018 UZ34
- 2018 UB35
- 2018 UD35
- 2018 UE35
- 2018 UF35
- 2018 UJ35
- 2018 UK35
- 2018 UL35
- 2018 UO35
- 2018 UP35
- 2018 UQ35
- 2018 UR35
- 2018 US35
- 2018 UU35
- 2018 UW35
- 2018 UX35
- 2018 UY35
- 2018 UZ35
- 2018 UA36
- 2018 UE36
- 2018 UF36
- 2018 UH36
- 2018 UJ36
- 2018 UK36
- 2018 UL36
- 2018 UM36
- 2018 UO36
- 2018 UP36
- 2018 UQ36
- 2018 UT36
- 2018 UW36
- 2018 UX36
- 2018 UY36
- 2018 UZ36
- 2018 UA37
- 2018 UB37
- 2018 UC37
- 2018 UD37
- 2018 UE37
- 2018 UF37
- 2018 UG37
- 2018 UH37
- 2018 UJ37
- 2018 UK37
- 2018 UL37
- 2018 UM37
- 2018 UO37
- 2018 UP37
- 2018 UQ37
- 2018 UR37
- 2018 US37
- 2018 UT37
- 2018 UU37
- 2018 UX37
- 2018 UY37
- 2018 UZ37
- 2018 UA38
- 2018 UC38
- 2018 UE38
- 2018 UJ38
- 2018 UK38
- 2018 UL38
- 2018 UM38
- 2018 UO38
- 2018 UR38
- 2018 US38
- 2018 UU38
- 2018 UV38
- 2018 UW38
- 2018 UX38
- 2018 UY38
- 2018 UZ38
- 2018 UA39
- 2018 UB39
- 2018 UC39
- 2018 UD39
- 2018 UF39
- 2018 UG39
- 2018 UH39
- 2018 UJ39
- 2018 UK39
- 2018 UL39
- 2018 UN39
- 2018 UO39
- 2018 UP39
- 2018 UQ39
- 2018 UR39
- 2018 US39
- 2018 UT39
- 2018 UU39
- 2018 UV39
- 2018 UW39
- 2018 UX39
- 2018 UY39
- 2018 UZ39
- 2018 UA40
- 2018 UB40
- 2018 UD40
- 2018 UE40
- 2018 UF40
- 2018 UH40
- 2018 UK40
- 2018 UL40
- 2018 UM40
- 2018 UN40
- 2018 UO40
- 2018 UP40
- 2018 UQ40
- 2018 UR40
- 2018 US40
- 2018 UT40
- 2018 UV40
- 2018 UW40
- 2018 UX40
- 2018 UY40
- 2018 UZ40
- 2018 UA41
- 2018 UC41
- 2018 UD41
- 2018 UE41
- 2018 UF41
- 2018 UG41
- 2018 UH41
- 2018 UJ41
- 2018 UK41
- 2018 UL41
- 2018 UM41
- 2018 UO41
- 2018 UP41
- 2018 UQ41
- 2018 US41
- 2018 UT41
- 2018 UU41
- 2018 UV41
- 2018 UW41
- 2018 UX41
- 2018 UY41
- 2018 UZ41
- 2018 UA42
- 2018 UC42
- 2018 UD42
- 2018 UE42
- 2018 UF42
- 2018 UG42
- 2018 UH42
- 2018 UJ42
- 2018 UK42
- 2018 UL42
- 2018 UM42
- 2018 UN42
- 2018 UO42
- 2018 UP42
- 2018 UQ42
- 2018 UR42
- 2018 US42
- 2018 UT42
- 2018 UU42
- 2018 UV42
- 2018 UW42
- 2018 UX42
- 2018 UY42
- 2018 UZ42
- 2018 UA43
- 2018 UB43
- 2018 UC43
- 2018 UD43
- 2018 UE43
- 2018 UF43
- 2018 UG43
- 2018 UH43
- 2018 UJ43
- 2018 UK43
- 2018 UL43
- 2018 UM43
- 2018 UN43
- 2018 UO43
- 2018 UP43
- 2018 UQ43
- 2018 UR43
- 2018 US43
- 2018 UT43
- 2018 UU43
- 2018 UV43
- 2018 UW43
- 2018 UX43
- 2018 UY43
- 2018 UZ43
- 2018 UA44
- 2018 UB44
- 2018 UC44
- 2018 UD44
- 2018 UE44
- 2018 UF44
- 2018 UG44
- 2018 UH44
- 2018 UJ44
- 2018 UK44
- 2018 UL44
- 2018 UM44
- 2018 UN44
- 2018 UO44
- 2018 UP44
- 2018 UQ44
- 2018 UR44
- 2018 US44
- 2018 UT44
- 2018 UU44
- 2018 UV44
- 2018 UW44
- 2018 UX44
- 2018 UY44
- 2018 UZ44
- 2018 UA45
- 2018 UB45
- 2018 UC45
- 2018 UE45
- 2018 UF45
- 2018 UG45
- 2018 UH45
- 2018 UJ45
- 2018 UK45
- 2018 UL45
- 2018 UM45
- 2018 UN45
- 2018 UO45
- 2018 UQ45
- 2018 UR45
- 2018 US45
- 2018 UT45
- 2018 UU45
- 2018 UV45
- 2018 UW45
- 2018 UX45
- 2018 UY45
- 2018 UZ45
- 2018 UA46
- 2018 UB46
- 2018 UC46
- 2018 UD46
- 2018 UE46
- 2018 UF46
- 2018 UG46
- 2018 UJ46
- 2018 UK46
- 2018 UL46
- 2018 UM46
- 2018 UN46
- 2018 UO46
- 2018 UP46
- 2018 UQ46
- 2018 UR46
- 2018 US46
- 2018 UT46
- 2018 UU46
- 2018 UV46
- 2018 UW46
- 2018 UX46
- 2018 UY46
- 2018 UZ46
- 2018 UA47
- 2018 UB47
- 2018 UC47
- 2018 UD47
- 2018 UE47
- 2018 UF47
- 2018 UG47
- 2018 UH47
- 2018 UJ47
- 2018 UK47
- 2018 UL47
- 2018 UM47
- 2018 UN47
- 2018 UO47
- 2018 UP47
- 2018 UQ47
- 2018 UR47
- 2018 US47
- 2018 UT47
- 2018 UU47
- 2018 UV47
- 2018 UW47
- 2018 UX47
- 2018 UY47
- 2018 UZ47
- 2018 UA48
- 2018 UB48
- 2018 UC48
- 2018 UD48
- 2018 UE48
- 2018 UF48
- 2018 UG48
- 2018 UH48
- 2018 UJ48
- 2018 UK48
- 2018 UL48
- 2018 UM48
- 2018 UN48
- 2018 UO48
- 2018 UP48
- 2018 UQ48
- 2018 UR48
- 2018 US48
- 2018 UT48
- 2018 UU48
- 2018 UV48
- 2018 UW48
- 2018 UX48
- 2018 UY48
- 2018 UZ48
- 2018 UA49
- 2018 UB49
- 2018 UC49
- 2018 UD49
- 2018 UE49
- 2018 UF49
- 2018 UG49
- 2018 UH49
- 2018 UJ49
- 2018 UL49
- 2018 UM49
- 2018 UO49
- 2018 UP49
- 2018 UQ49
- 2018 UR49
- 2018 US49
- 2018 UT49
- 2018 UU49
- 2018 UV49
- 2018 UW49
- 2018 UX49
- 2018 UY49
- 2018 UZ49
- 2018 UA50
- 2018 UB50
- 2018 UC50
- 2018 UD50
- 2018 UE50
- 2018 UF50
- 2018 UG50
- 2018 UH50
- 2018 UJ50
- 2018 UK50
- 2018 UL50
- 2018 UM50
- 2018 UO50
- 2018 UP50
- 2018 UR50
- 2018 US50
- 2018 UT50
- 2018 UU50
- 2018 UV50
- 2018 UW50
- 2018 UX50
- 2018 UY50
- 2018 UZ50
- 2018 UA51
- 2018 UB51
- 2018 UC51
- 2018 UD51
- 2018 UE51
- 2018 UF51
- 2018 UG51
- 2018 UH51
- 2018 UK51
- 2018 UL51
- 2018 UM51
- 2018 UN51
- 2018 UP51
- 2018 UQ51
- 2018 UR51
- 2018 US51
- 2018 UT51
- 2018 UU51
- 2018 UV51
- 2018 UX51
- 2018 UZ51
- 2018 UA52
- 2018 UB52
- 2018 UC52
- 2018 UD52
- 2018 UE52
- 2018 UF52
- 2018 UG52
- 2018 UH52
- 2018 UJ52
- 2018 UK52
- 2018 UL52
- 2018 UM52
- 2018 UP52
- 2018 UQ52
- 2018 UR52
- 2018 US52
- 2018 UU52
- 2018 UV52
- 2018 UW52
- 2018 UX52
- 2018 UY52
- 2018 UZ52
- 2018 UB53
- 2018 UC53
- 2018 UD53
- 2018 UE53
- 2018 UF53
- 2018 UG53
- 2018 UH53
- 2018 UJ53
- 2018 UK53
- 2018 UL53
- 2018 UM53
- 2018 UN53
- 2018 UO53
- 2018 UP53
- 2018 UQ53
- 2018 UR53
- 2018 US53
- 2018 UT53
- 2018 UU53
- 2018 UV53
- 2018 UW53
- 2018 UX53
- 2018 UY53
- 2018 UZ53
- 2018 UA54
- 2018 UB54
- 2018 UC54
- 2018 UD54
- 2018 UE54
- 2018 UG54
- 2018 UH54
- 2018 UJ54
- 2018 UK54
- 2018 UL54
- 2018 UM54
- 2018 UN54
- 2018 UO54
- 2018 UP54
- 2018 UQ54
- 2018 UR54
- 2018 US54
- 2018 UT54
- 2018 UU54
- 2018 UV54
- 2018 UX54
- 2018 UY54
- 2018 UZ54
- 2018 UA55
- 2018 UB55
- 2018 UC55
- 2018 UD55
- 2018 UE55
- 2018 UF55
- 2018 UG55
- 2018 UH55
- 2018 UJ55
- 2018 UK55
- 2018 UL55
- 2018 UM55
- 2018 UN55
- 2018 UO55
- 2018 UP55
- 2018 UQ55
- 2018 UR55
- 2018 US55
- 2018 UT55
- 2018 UU55
- 2018 UV55
- 2018 UW55
- 2018 UX55
- 2018 UY55
- 2018 UZ55
- 2018 UA56
- 2018 UB56
- 2018 UC56
- 2018 UD56
- 2018 UE56
- 2018 UF56
- 2018 UG56
- 2018 UH56
- 2018 UJ56
- 2018 UK56
- 2018 UL56
- 2018 UN56
- 2018 UO56
- 2018 UP56
- 2018 UQ56
- 2018 UR56
- 2018 UT56
- 2018 UU56
- 2018 UV56
- 2018 UW56
- 2018 UX56
- 2018 UY56
- 2018 UZ56
- 2018 UA57
- 2018 UB57
- 2018 UC57